# 江山 (正德進士)
江山（1485年—？），字仁伯，浙江杭州錢塘縣人，民籍，明朝政治人物。

## 生平
正德十四年（1519年）己卯科浙江鄉試第三十七名舉人。正德十五年（1520年）聯捷會試第二百五十七名，正德十六年（1521年）殿試，登辛巳科第三甲第九十名進士。

## 家族
曾祖江原，曾任壽官；祖父江謙，曾任壽官；父江寬，母江氏。慈侍下。弟岳、嵓。